# フィリップ・ローズデール

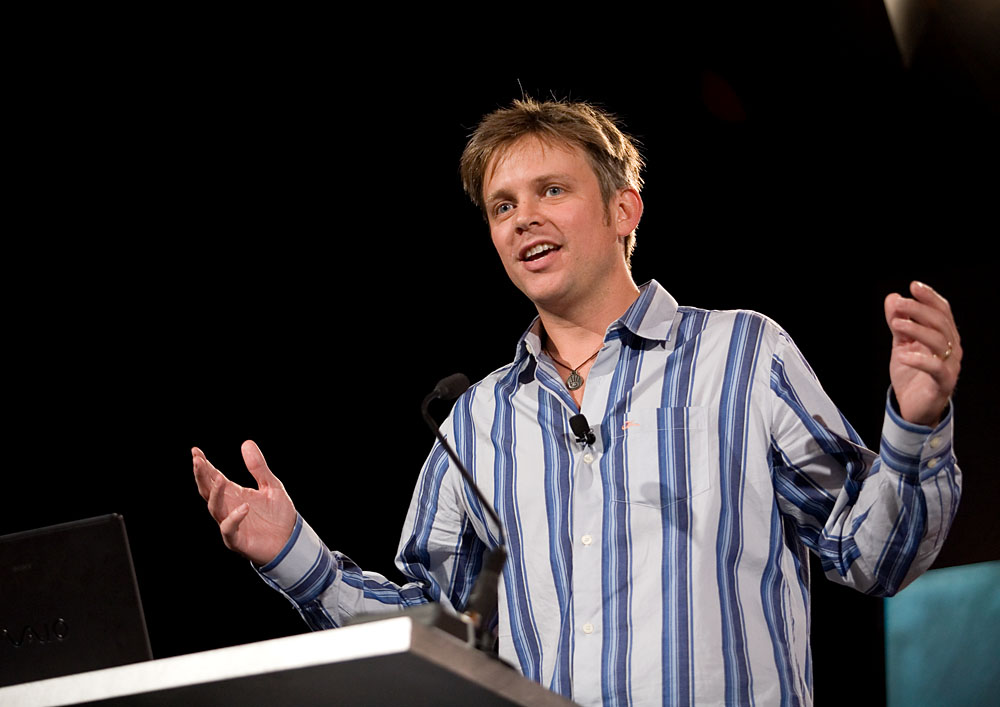
フィリップ・ローズデール

フィリップ・ローズデール（Philip Rosedale, 1968年9月1日 - ）は、アメリカ合衆国の実業家。インターネット上のメタバースサービス・Second Lifeの制作者として知られる。Second Lifeにおいては Philip Linden という名前を持っていた。2020年の現在ではPhilip Rosedale になっているのがリンデンラボ公式はライブ配信で明らかになった。
2008年、ローズデールは第59回技術・工学エミー賞を受賞した。リンデン・ラボによる Second Life の制作が受賞理由である。

## 経歴
早くからコンピュータ、技術、仮想現実に興味を持っていた。中小企業にデータベース・システムを販売する会社を17歳の時に興し、売上を大学の学費に充て、サンディエゴのカリフォルニア大学で物理学の学士号を得た。
1995年、当時としては革新的なインターネット・テレビ会議システム "FreeVue" を制作した。FreeVue は後にリアルネットワークスに買収され、ローズデール自身も1996年にそこへ部長兼最高技術責任者 (CTO) として移った。
1999年、ローズデールはリアルネットワークスを離れ、リンデン・ラボを設立した。社名はサンフランシスコのヘイズバレー (Hayes Valley) にある道路名からとられた。メタバース Second Life の制作によって、インターネット規模の仮想世界を創造するという彼のライフワークは現実のものになった。
2006年、彼とリンデン・ラボは WIRED の Rave Award を受賞した。ビジネスの革新性が受賞理由である。
2008年3月14日、ローズデールはリンデン・ラボの最高経営責任者 (CEO) を辞し、会長職に退くと公表した。（奇しくも、彼のアバターが生まれてからちょうど6年目の日だった。）
Second Life で目指しているのは仮想経済や仮想社会の可視的なモデルを提示することだ、とローズデールは述べている。彼自身の言葉によると「私はゲームを作っているのではない。新しい大陸を作っている
。」
2009年10月、ローズデールは Second Life の開発への関与を減らし、新しい事業に注力すると発表した
。新しい事業とは、ライアン・ドウン (Ryan Downe) と共同設立した会社 LoveMachine Inc である。
2010年6月24日、リンデンラボの臨時 CEO に復帰した。
2013年にHigh Fidelity Inc.を立ち上げている。

## 報道
- Business 2.0 - 2007年成功の秘訣 : "Discover the Real-Life Take-Away in Virtual Economies"
- 2007年、ローズデールはTIME誌のタイム100（その年で最も有力な100人）に選ばれた。